# Constantine, Constantine
Constantine, Constantine — румунська народна пісня. Виконується багатьма відомими виконавцями, переважно з Румунії та Молдови, серед яких, зокрема, Флоаря Калоте, DoReDoS, Florin Salam, Andra, Viorica şi Ioniţă de la Clejani та багато інших.